# Georg Kalischer
Georg Kalischer (ur. 5 czerwca 1873 w Berlinie, zm. 1 grudnia 1938 we Frankfurcie nad Menem) – niemiecki chemik pochodzenia żydowskiego.

## Życiorys
Studiował chemię w Berlinie i Heidelbergu. W 1897 roku podjął pracę w fabryce Leopold Cassella & Co. we Frankfurcie. Od 1919 roku dyrektor naukowy fabryki. W 1931 został szefem laboratorium IG Farben w Leverkusen. W 1934 roku z powodu antysemickich prześladowań stracił pracę, w 1938 roku zesłany do KZ Buchenwald, gdzie wkrótce zmarł na zapalenie płuc.

## Prace
- Zur Constitution der Isonitrosoketone. Berichte der deutschen chemischen Gesellschaft 28, 1513−1519, 1895
- Eine Darstellungsweise des Diamidoacetons. Berichte der deutschen chemischen Gesellschaft 28, 1519−1522, 1895
- Georg Kalischer, Fritz Mayer: Über die Einwirkung von o-Chlor-benzaldehyd auf 1-Amino-anthrachinon. Berichte der deutschen chemischen Gesellschaft 49, 1994−2000, 1916